# 日本放射光学会
日本放射光学会（にほんほうしゃこうがっかい、英文名 The Japanese Society for Synchrotron Radiation Research）は、放射光科学、放射光技術およびこれらに密接に関連する学問（放射光学）の進歩・発展を図ることを目的とする学会。日本学術会議協力学術研究団体に指定されている。

## 概要
1988年4月1日、放射光学の発展をはかるため、研究の成果と動向に関する意見の交換、共通の学術的・技術的課題の解決、あるいは新分野の開拓を目指した迅速な内外の情報交換の場として設立された。活動内容は、年会・講演会・国際会議等の開催、学会誌『放射光』やその他刊行物の刊行など。

## 放射光の状況
現在、日本には、数ヵ所に放射光利用の研究施設があり、2000人に及ぶ研究者が活動している。さらに一層特色ある光を求めて、基礎研究用・産業用施設の計画・建設が進められ、放射光の利用と施設の建設の機運は急速に広がりつつある。

## 歴代会長
- 1988年  高良和武
- 1989年  佐々木泰三
- 1990年  千川純一
- 1991年  石井武比古
- 1992年  岩崎博
- 1993年  菊田惺志
- 1994年  井口洋夫
- 1995年-1996年   冨家和雄
- 1997年-1998年   上坪宏道
- 1999年-2000年   佐藤繁
- 2001年-2002年   太田俊明
- 2003年-2004年   松下正
- 2005年-2006年   下村理
- 2007年-2009年   雨宮慶幸
- 2010年-2011年   尾嶋正治
- 2012年-2013年   水木純一郎
- 2014年-2015年   村上洋一
- 2016年-2017年   石川哲也
- 2018年-2019年   小杉信博
- 2020年- 朝倉清高